# Dan Creedon
Dan Creedon (Invercargill, 9 de junho de 1868 – Melbourne, 10 de julho de 1942) foi um pugilista neozelandês, campeão australiano dos pesos-médios entre 1891 e 1894, que por duas vezes desafiou o título mundial dos pesos-médios.

## Biografia
Nascido na Nova Zelândia, Creedon mudou-se para Melbourne, na Austrália, onde começou a lutar boxe em 1889, aos 21 anos. 
Dois anos mais tarde, portanto em 1891, Creedon e Edward Rollins lutaram pelo título vago de campeão australiano dos pesos-médios. Tendo nocauteado Rollins no sétimo assalto, Creedon herdou o título.
Em seguida, Creedon defendeu com sucesso seu título quatro vezes, antes de deixá-lo vago em 1894, quando resolveu perseguir o título mundial dos pesos-médios.
Desafiando o campeão mundial dos pesos-médios Bob Fitzsimmons, em 1894, Creedon teve sua primeira oportunidade de conquistar o cinturão dos médios. Porém, Fitzsimmons não deu nenhuma chance à Creedon, nocautendo-o em apenas dois assaltos.
Ironicamente, poucos meses depois dessa luta, Fitzsimmons resolveu buscar o título de campeão mundial dos pesos-pesados, de modo que o título dos médios passou a ficar em aberto.
Após perder para Fitzsimmons, naquela que foi sua primeira derrota, Creedon recuperou-se conseguindo um empate contra o respeitável Joe Choynski e uma vitória contra Frank Craig.
Em 1897, três anos depois que Fitzsimmons havia abandonado seu título mundial entre os médios, Creedon e Kid McCoy lutaram pelo cinturão dos pesos-médios. McCoy venceu a luta e conquistou o título.
Depois de perder sua segunda chance de se tornar um campeão mundial, Creedon nunca mais conseguiu ser o mesmo e, a partir de então, sua carreira entrou em franca decadência.